# Бронепалубни крайцери тип „Колберг“
Колберг (на немски: Kolberg) са серия бронепалубни крайцери на Императорските военноморски сили от началото на 20 век. Всичко от проекта са построени 4 единици: „Колберг“ (на немски: SMS Kolberg), „Майнц“ (на немски: SMS Mainz), „Кьолн“ (на немски: SMS Cöln) и „Аугсбург“ (на немски: SMS Augsburg). Участват в морските сражения на Първата световна война, в хода на която потъват и два от корабите на серията. Двата оцелели кораба – „Колберг“ и „Аугсбург“ са предадени като репарация през 1920 г. съответно на Франция и Япония.

## История на проектирането и особености на конструкцията
Крайцерите от типа „Колберг“ са проектирани 1906 – 1907 г. и са развитие на крайцерите тип „Дрезден“. Това са последните бронепалубни крайцери в германския флот. В отличие от прототипа, корабите са по-големи по размер, развиват по-голяма скорост и носят усилено артилерийско въоръжение. На корабите от тази серия продължават експериментите по отработка на оптималната енергетична установка и броя на гребните валове. Всички носят турбини различен тип: „Колберг“ – на фирмата „Мелмс и Пфенигер“, „Майнц“ – „АЕГ – Къртис“, „Кьолн“ – на завода „Германия“ (на немски: Germaniawerft), „Аугсбург“ – тип „Парсънс“. „Майнц“ има двувална установка и е най-скоростният кораб на серията (27,2 въз.), останалите крайцери са четиривални.

### Въоръжение
Главният калибър се състои от 12 105-mm скорострелни оръдия система SK L/45 на единични лафети. Две оръдия са в редица на носа, осем по бордовете, по четири на всеки борд и две в редица на кърмата. Общият боекомплект е 1800 – 2190 изстрела. Оръдията са с прицелна далечина на стрелбата 12 700 m. Корабите носят и четири 52-mm L/55 оръдия с общ боезапас 2000 изстрела. Крайцерите имат и два 450-mm траверсни подводни торпедни апарата с общ боезапас от пет торпеда. Освен това крайцерите могат да носят до 100 морски мини.
ПревъоръжаванеВ периода 1916 – 1917 г. „Колберг“, „Аугсбург“ са превъоръжени с шест – 15 см оръдия с боекомплект 900 изстрела; през 1918 г. четирите 5,2 см L/55 са заменени с две 8,8 см зенитки, ТА – на два 500-мм, надводно.

### Брониране
Бронирана палуба е главната защита на крайцерите. Хоризонталният участък от палубата е с дебелина 20-40-20 mm (бронепалубата е 20 mm на кърмата, 40 mm над силовата установка и 20 mm пред машинните отделения), а скосовете към борда – 50 – 80 mm от никелова броня. Палубата се спуска към носа и кърмата на крайцера. Бойната рубка е защитена в стените от Круповска броня дебела 100 mm и стоманена 20 mm на покрива. Щитовете на оръдията на главния калибър са дебели 50 mm.

### Силова установка
Четирите кораба имат различни установки, за да се проверят турбините на конкуриращи се компании. „Колберг“ има две парни турбини на Melms & Pfenniger, въртящи четири трилопастни гребни винта с ∅ 2,25 m. „Майнц“ има две турбини AEG-Curtiss, въртящи два трилопастни винта с ∅ 3,45 m. „Кьолн“ отначало има турбини Zoelly, но до ходовите изпитания те са заменени с две турбини Germania с четири трилопастни винта; два с ∅ 2,55 m, и два с ∅ 1,78 m. „Аугсбург“ има турбини „Парсънс“ с четири трилопастни винта ∅ 2,25 m. Всички кораби имат петнадесет водотръбни котли военноморски тип, поставени в четири котелни отделения. През 1916 г. „Колберг“ и „Аугсбург“ получават и допълнителни инжектори за впръскване на нефт.
Силовата установка е разчетена за мощност 19 000 конски сили (14 KW), освен „Майнц“ – 20 200 к.с. (15,1 KW). Максималната скорост на корабите е 25,5 възела (47,2 km/h); по-мощните двигатели на „Майнц“ му дават скорост половин възел повече. Всички четири кораба превишават тези цифри на ходовите изпитания, развивайки ход над 26 възела (48 km/h). Пълният запас въглища на „Колберг“ е 970 тона, а след 1916 г. са добавени 115 тона нефт. Максималната далечина на плаване е около 3250 морски мили (6020 km) на ход 14 възела (26 km/h). „Майнц“ има 1010 тона въглища, което позволява изминаването на 3630 морски мили (6720 km) на крайцерска скорост. „Кьолн“ има 960 тона, „Аугсбург“ – 940 t въглища: тяхната далечина на плаване на крайцерска скорост е 3500 морски мили (6500 km).
Сравнителните изпитания показват успех за двувалната установка – крайцерът „Майнц“, развивайки на изпитанията най-високата мощност от 22 040 к.с., на един от етапите развива скорост 27,2 възела, при това неговата установка е и най-икономична.

## История на службата
Крайцерите от този тип са активно използвани в годините на Първата световна война. „Майнц“ и „Кьолн“ потъват на 28 август 1914 г. в сражението в Хелголандския залив в бой с британските крайцери. Останалите кораби воюват основно в Балтийско море, след войната по репарации са предадени на Франция и Япония.

## Списък на корабите от типа[7]
| Име            | Корабостроителница-строител | Дата на залагане | Дата на спускане на вода | Дата на влизане в състава на флота | Дата на извеждане от състава на флота/гибел | Съдба |
| -------------- | --------------------------- | ---------------- | ------------------------ | ---------------------------------- | ------------------------------------------- | --- |
| „SMS Kolberg“  | Schichau, Данциг            | 1908             | 14 ноември 1908          | 21 юни 1910                        | 28 април 1920                               | Преден на ВМС на Франция, получава името „Колмар“, предаден за скрап 1929 г. |
| „SMS Mainz“    | AG Vulcan, Щетин            | 1907             | 23 януари 1909           | 1 октомври 1909                    | 28 август 1914                              | Загива в сражението в Хелголандския залив. |
| „SMS Cöln“     | Germaniawerft Кил           | 1908             | 5 юни 1909               | 16 юни 1911                        | 28 август 1914                              | Загива в сражението в Хелголандския залив. |
| „SMS Augsburg“ | Kaiserliche Werft, Кил      | 1908             | 10 юли 1909              | 1 октомври 1910                    | 3 септември 1920                            | Предаден на императорския флот на Япония, предаден за скрап през 1922 г. През 2017 г. в района на остров Матуа е намерен потънал от експедиция на Министерството на отбраната на Русия. |

## Оценка на проекта
| ТТХ на турбинни крайцери         |                                                                  |                                    |                                                     |                                         |                                                             |                                          |
| Характеристики                   | „Колберг“ · Германия                                             | „Адмирал Шпаун“ Австро-Унгария     | „Бристъл“ · Великобритания                          | „Бланш“ · Великобритания                | „Дрезден“ · Германия                                        | „Честър“ · САЩ                           |
| Година на залагане               | 1907                                                             | 1908                               | 1909                                                | 1908                                    | 1907                                                        | 1905                                     |
| Година на влизане в строй        | 1909                                                             | 1910                               | 1910                                                | 1910                                    | 1908                                                        | 1908                                     |
| Размери, m (Д×Ш×Г)               | 130×14×5,36                                                      | 130,6×12,8×5,3                     | 138,1×14,31×4,72                                    | 123,4×12,6×4,7                          | 118×13,4×5,3                                                | 129×14,3×5,1                             |
| Водоизместимост, t               | 4362                                                             | 3500                               | 4876                                                | 3404                                    | 3664                                                        | 3810                                     |
| Въоръжение                       | 12 – 105 mm, 4 – 52 mm, ТА 2×1 – 450 mm                          | 7 – 100 mm, 1 – 47 mm              | 2 – 152 mm, 10 – 102 mm, 4 – 47 mm, ТА 2×1 – 450 mm | 10 – 102 mm, 4 – 47 mm, ТА 2×1 – 533 mm | 10 – 105 mm, 8 – 52 mm, ТА 2×1 – 450 mm                     | 2 – 127 mm, 6 – 76,2 mm, ТА 2×1 – 533 mm |
| Брониране, mm                    | Палуба – 20 – 40, скосове – 50 – 80, щитове ГК – 50, рубка – 100 | Палуба – 20, пояс – 60, рубка – 50 | Палуба – 19…51, рубка – 76,2                        | Палуба – 38, рубка – 102                | Палуба – 20 – 30, скосове – 50, щитове ГК – 50, рубка – 100 | Палуба – 25, пояс – 51                   |
| Силова установка, к.с.           | ПТ, 19 000                                                       | ПТ, 25 130                         | ПТ, 22 000                                          | ПТ, 18 000                              | ПТ, 15 000                                                  | ПТ, 16 000                               |
| Далечина на плаване, морски мили | 3500 на 14 възела                                                | 4200 на 10 възела                  | 5070 на 10 възела                                   | 3189 на 10 възела                       | 3500 на 14 възела                                           |                                          |
| Проектна скорост, възела         | 25,5                                                             |                                    | 25                                                  | 24,5                                    | 24                                                          | 24                                       |
| Максимална скорост, възела       | 26,3 – 26,8                                                      | 27,07                              | 26,84                                               | 25,67                                   | 25,2                                                        | 26,52                                    |

## Коментари
1. ↑  Всички данни са към момента на влизането в строй.
2. ↑  Според немската класификация те се обозначават като малки крайцери (на немски: Kleiner Kreuzer).
3. ↑  Префиксът „SMS“ е от на немски: Seiner Majestat Schiff (Кораб на Негово Величество).
4. ↑  В Conway’s All The World’s Fighting Ships 1906 – 1921 с. 159 са отнесени към леките крайцери.
5. ↑  Съгласно номенклатурата на артилерията на флота на Германската империя „SK“ (Schnelladekanone) означава „скорострелно оръдие“, а L/45 означава сравнителната дължина на оръдието в калибри. В дадения случай L/45 означава, че дължината на оръдието съставлява 45 негови калибра (105 × 45).
6. ↑  Фактически не служи в японския флот.
7. ↑  За британските и американски кораби в източниците водоизместимостта се дава в дълги тона, числото е превърнато в метрични тонове